# Kabinett Fanfani IV
Das Kabinett Fanfani IV wurde am 21. Februar 1962 durch Ministerpräsident Amintore Fanfani gebildet und befand sich bis zum 20. Juni 1963 im Amt. Es löste das Kabinett Fanfani III ab und wurde durch das Kabinett Leone I abgelöst.

## Kabinett

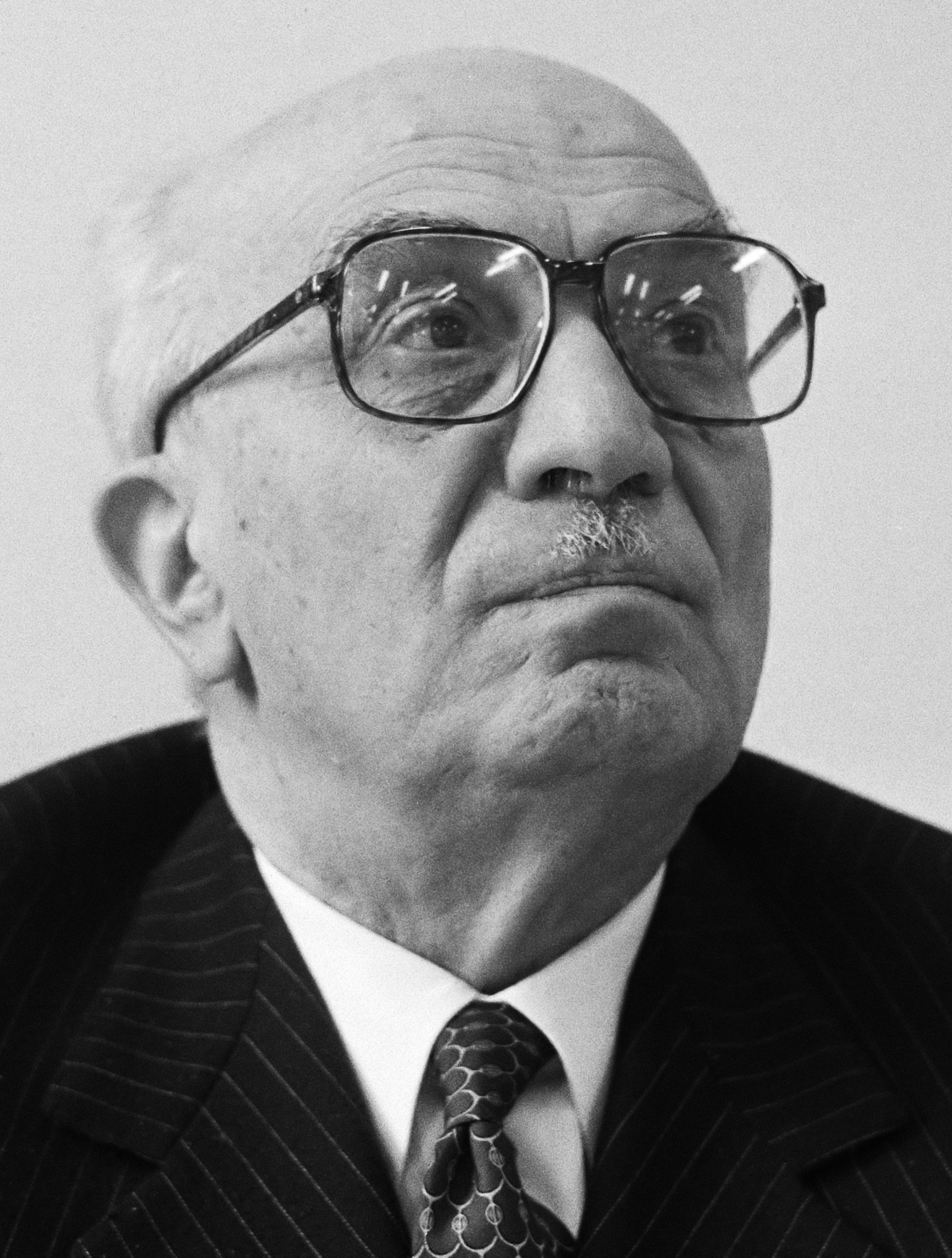
Amintore Fanfani

Dem Kabinett gehörten folgende Minister an:
| Amt | Name                                            | Parlamentsmandat                            | Anmerkungen |
| --- | ----------------------------------------------- | ------------------------------------------- | --- |
| Ministerpräsident | Amintore Fanfani                                | Camera dei deputati                         | zugleich vom 7. bis 28. Mai 1962 kommissarischer Außenminister                                                                                         |
| Vize-Ministerpräsident                                                                                                | Attilio Piccioni                                | Senato della Repubblica                     | zugleich vom 29. Mai 1962 bis 20. Juni 1963 Außenminister                                                                                              |
| Minister beim Ministerpräsidenten                                                                                     | Giulio Pastore                                  | Camera dei deputati                         | zugleich Vorsitzender des Ministerausschusses für Süditalien und benachteiligte Gebiete                                                                |
| Minister ohne Geschäftsbereich für die Reform der öffentlichen Verwaltung                                             | Giuseppe Medici                                 | Senato della Repubblica                     | |
| Minister ohne Geschäftsbereich für die Beziehungen zum Parlament                                                      | Giuseppe Codacci Pisanelli                      | Camera dei deputati                         | |
| Minister ohne Geschäftsbereich für die Koordinierung der Initiativen der wissenschaftlichen Forschung und Technologie | Guido Corbellini                                | Senato della Repubblica                     | Beginn der Amtszeit am 30. November 1962 |
| Außenminister | Antonio Segni Amintore Fanfani Attilio Piccioni | Camera dei deputati Senato della Repubblica | Segni: Amtszeit 21. Februar bis 6. Mai 1962 Fanfani: kommissarische Amtsführung 7. bis 28. Mai 1962 Piccioni: Amtszeit 29. Mai 1962 bis 20. Juni 1963  |
| Innenminister | Emilio Paolo Taviani                            | Camera dei deputati                         | |
| Justizminister | Giacinto Bosco                                  | Senato della Repubblica                     | |
| Haushaltsminister | Ugo La Malfa                                    | Camera dei deputati                         | |
| Finanzminister | Giuseppe Trabucchi                              | Senato della Repubblica                     | |
| Schatzminister | Roberto Tremelloni                              | Camera dei deputati                         | |
| Verteidigungsminister                                                                                                 | Giulio Andreotti                                | Camera dei deputati                         | |
| Minister für öffentlichen Unterricht                                                                                  | Luigi Gui                                       | Camera dei deputati                         | |
| Minister für öffentliche Arbeiten                                                                                     | Fiorentino Sullo                                | Camera dei deputati                         | |
| Minister für Landwirtschaft und Forsten                                                                               | Mariano Rumor                                   | Camera dei deputati                         | |
| Verkehrsminister | Bernardo Mattarella                             | Camera dei deputati                         | Umbenennung des Verkehrsministeriums in Ministerium für Verkehr und Zivilluftfahrt am 30. Januar 1963                                                  |
| Minister für Post und Telekommunikation                                                                               | Lorenzo Spallino Guido Corbellini Carlo Russo   | Senato della Repubblica Camera dei deputati | Spallino: Amtszeit 21. Februar bis 29. Mai 1962 Corbellini: Amtszeit 29. Mai bis 29. November 1962 Russo: Amtszeit 30. November 1962 bis 20. Juni 1963 |
| Minister für Industrie und Handel                                                                                     | Emilio Colombo                                  | Camera dei deputati                         | |
| Minister für Arbeit und Sozialversicherung                                                                            | Virginio Bertinelli                             | Camera dei deputati                         | |
| Außenhandelsminister                                                                                                  | Luigi Preti                                     | Camera dei deputati                         | |
| Minister für die Handelsmarine                                                                                        | Cino Macrelli                                   | Camera dei deputati                         | |
| Minister für staatliche Beteiligungen                                                                                 | Giorgio Bo                                      | Senato della Repubblica                     | |
| Gesundheitsminister                                                                                                   | Angelo Raffaele Jervolino                       | Senato della Repubblica                     | |
| Minister für Tourismus und Veranstaltungen                                                                            | Alberto Folchi                                  | Camera dei deputati                         | |